# Дворядовик волоскоподібний
Дворядовик волоскоподібний (Distichium capillaceum) — вид мохів порядку Distichiales.

## Поширення
Батьківщиною є Європа, Африка, Північна Америка, Південна Америка, Азія, Австралія, Нова Зеландія.
Росте на вапняному ґрунті чи скелях, або на гумусованому та піщаному ґрунті.

## Характеристика
Рослини стрункі, дрібні та середні, 2–8 cм заввишки, яскраво-зелені або жовтувато-зелені, блискучі, зібрані в густі пучки. Стебла прямовисні, рідко гіллясті. Листки скупчені, роздільнорозсічені, 3–5 мм, різко звужені від довгасто-ланцетної основи до довгої щетинчастої верхівки; краї рівні. Вид автоітичний (чоловічі та жіночі органи на одній рослині, але на окремих гілках) чи дводомний. Коробочкові ніжки прямі, червонувато-бурі, 1.0–1.5 см завдовжки. Коробочки прямовисні, симетричні, від видовжено-яйцеподібних до циліндричних, 1.4–2.1 × 0.4–0.6 мм. Спори 13–24 мкм у діаметрі, жовтувато-коричневі, грубососкоподібні.